# Cerapteryx tricuspis
Cerapteryx tricuspis là một loài bướm đêm trong họ Noctuidae.